# 6698 Malhotra
6698 Malhotra è un asteroide della fascia principale. Scoperto nel 1987, presenta un'orbita caratterizzata da un semiasse maggiore pari a 2,4405704 UA e da un'eccentricità di 0,1677589, inclinata di 2,47587° rispetto all'eclittica.